# David O'Connell
David Gerard O'Connell (Cork, Irlanda; 16 de agosto de 1953-Los Ángeles, California; 18 de febrero de 2023) fue un prelado de la Iglesia Católica irlandés, nacionalizado estadounidense, fue obispo auxiliar de la Arquidiócesis de Los Ángeles en California desde 2015 hasta su fallecimiento en 2023. Sirvió en el área de Los Ángeles durante toda su carrera como sacerdote.

## Vida y carrera
David O'Connell nació en Cork, República de Irlanda, el 16 de agosto de 1953. Obtuvo una licenciatura en filosofía y literatura inglesa en la  University College Dublin en 1975 y una licenciatura en Divinidad de Maynooth College en 1977. Completó su estudios para el sacerdocio en el All Hallows College en Dublin. Fue ordenado sacerdote para la Arquidiócesis de Los Ángeles el 10 de julio de 1979 en All Hallows por el Cardenal Timothy Manning de Los Ángeles. En 1987, mientras servía en Los Ángeles, obtuvo una Maestría en Espiritualidad del Universidad Mount St. Mary's.
Después de su ordenación, O'Connell se desempeñó como párroco asociado en tres parroquias del sur de California: St. Raymond en Downey de 1979 a 1983, St. Maria Goretti en Long Beach en 1983/84 y St. Hillary en Pico Rivera de 1984 a 1988. Más tarde se desempeñó como párroco en cuatro parroquias de Los Ángeles: San Francisco Javier Cabrini y Ascension Parish de 1988 a 2003, Ascension Catholic, St. Eugene de 2004 a 2006 y St. Michael del 2003 al 2015.
A nivel arquidiocesano, O'Connell también se desempeñó durante varios períodos como diácono diocesano y miembro del Consejo de Sacerdotes. También fue miembro de la Junta de Pensiones de Sacerdotes, la Junta de Unidos en Misión y el Consejo Financiero Arquidiocesano. Fue Caballero de Pedro Claver.

## Obispo auxiliar de Los Ángeles
El Papa Francisco nombró a O'Connell obispo titular de Cell Ausaille y obispo auxiliar de la Arquidiócesis de Los Ángeles el 21 de julio del 2015. Fue consagrado por el Arzobispo José Horacio Gómez el 8 de septiembre del 2015.  Gómez nombró a O'Connell su vicario episcopal para la Región Pastoral San Gabriel.

## Fallecimiento
O'Connell fue encontrado muerto por una herida de bala en su casa en Hacienda Heights el 18 de febrero del 2023. Tenía 69 años. La policía abrió una investigación por homicidio.